# 安全地帯IV
『安全地帯IV』（あんぜんちたいフォー）は、日本のロックバンドである安全地帯の4枚目のオリジナル・アルバム。
1985年11月24日にKitty Recordsからリリースされた。前作『安全地帯III〜抱きしめたい』（1984年）よりおよそ1年ぶりにリリースされた作品であり、全曲共に作詞は松井五郎、作曲は玉置浩二が担当し、プロデューサーは星勝および金子章平が担当している。
レコーディングは同年7月から10月までKRSスタジオおよびキティ伊豆スタジオにて行われた。本作の前にリリースされたシングルの内「熱視線」は収録されず、先行シングルは「悲しみにさよなら」および大王製紙「エリス」のコマーシャルソングとして使用された「碧い瞳のエリス」が収録されている。本作は玉置のメロディアスな楽曲と松井によるロマンチックな歌詞の組み合わせによるスタイルを完成させた作品とも言われている。
本作は安全地帯のアルバムとしてオリコンアルバムチャートにおいて初の第1位を獲得、また1986年度の年間1位も獲得するなど安全地帯のアルバムでは最大のヒット作となっている。2013年には「大人の音楽～Age Free Music～」の「もう一度聴きたいオリジナルアルバム 80年代＆90年代」に選定された。

## 背景
前作『安全地帯III〜抱きしめたい』リリース後、安全地帯は翌1985年1月25日にはシングル「熱視線」をリリース、同曲はオリコンチャート最高位2位を獲得、売上枚数は32.4万枚とヒット曲となった。2月12日、2月13日に初の日本武道館公演を2日間連続公演として実現する。さらに2月17日、2月18日には大阪城ホールの2日間連続公演を敢行、4月25日にはこの2会場でのライブの模様を記録した初のライブアルバム『ENDLESS』をリリースする。多数のヒット曲をリリースした当時の玉置は生活が激変しており、著名な存在となった事で公道を歩く事もままならず、仕事が終わるとずっと部屋に籠る生活となっていた。これに窮屈さを感じていた玉置だがプライベートでは羽目を外す事が多くなり、同年2月には女優の石原真理子との不倫関係が報道される。これを受けて同年2月13日にTBSテレビのスタジオにて石原が記者会見を開き、不倫関係にあることを認めた上で涙を流しながら「小学校の時と同じように、無防備な恋をしています」と発言した。
6月25日にはシングル「悲しみにさよなら」をリリース、同曲はオリコンチャート最高位1位を獲得、売り上げ枚数は44.3万枚とまたもヒット曲となった。この曲のヒットに関してベースの六土開正は「〈ワインレッド〉のイメージから抜けられるかなと思って、ちょっとホッとした」と述べている。8月31日、9月1日には横浜スタジアムの2日間連続公演を敢行、観覧車をセットとして組み上げ、ストリングスも交えた壮大な規模の野外ステージとなった。この時の模様は後にライブアルバム『ONE NIGHT THEATER 1985』（1998年）およびライブビデオ『ONE NIGHT THEATER 横浜スタジアム・ライブ1985』（2000年）としてリリースされた。10月1日にはシングル「碧い瞳のエリス」をリリース、同曲はコマーシャルソングとして使用され、オリコンチャート最高位2位を獲得、売り上げ枚数は38.8万枚と3曲続けてヒットする事となった。同年には同じくロックバンドであるBOØWYが6月25日に渋谷公会堂での初のホールライブを成功させており、また11月14日、11月15日には尾崎豊が国立代々木競技場での2日間連続公演にて約3万人を動員、レベッカがシングル「フレンズ」でブレイクするなどロックがポピュラーなものとして日本に定着し始めた時期であるが、安全地帯はその先駆けとなる形となった。

## 録音、音楽性と歌詞
レコーディングは1985年7月から10月までKRSスタジオおよびキティ伊豆スタジオにて行われた。当時の安全地帯はアイドル的な人気が出ていた事もあり、キティ伊豆スタジオでのレコーディング中に大勢のファンが押しかけ、ガラス越しにメンバーを見学する事などが発生した。これを受けてスタッフはスタジオの窓にカーテンを掛けるなど対応に追われた。また、ライブ終了後には会場の外で出待ちするファンが増加したため、ダミーの5人組が車で出ていく振りをしている隙にメンバーが裏の出口から会場を出ていく事などを余儀なくされた。本作に関して六土は「完成された感じがある」と述べ、作詞を担当した松井五郎は「セカンドから始まったやり方が完結した感じ」と述べている。
当時玉置と石原の不倫が報道されたことにより、思っていた以上にそれまでの歌にリアルな質感がもたらされたと松井は述べたほか、通常であればそのようなスキャンダルによってファンが離れていくところを、玉置に関しては歌詞通りのイメージの私生活が判明したことでよりリスナーから支持を得たと述べている。また日本武道館公演時に松井は楽屋を訪れたが、その場に石原も同席していたことを自著に記している。その後松井は玉置と石原の関係性を基に「デリカシー」の作詞を行った。当時の松井は週刊誌によって玉置の近況を知ることが多くなっており、玉置から直接聞く話と週刊誌での報道に乖離があったものの、当時の玉置と石原は世間による好奇の視線にさらされていたとも述べている。同時期に松井は玉置および石原と食事をする機会があったが、話題が沸騰していた両者が安心できる飲食店はほぼ皆無であったこと、そしてようやく予約した店の個室でまるで密入国者のようにひそかに食事をしたと述べている。その際に松井はF・スコット・フィッツジェラルドの小説『グレート・ギャツビー』（1925年）の登場人物であるニック・キャラウェイの父親の「ひとのことをとやかく批判したくなっても、ひとなみすぐれた強みなんてものは、めったにないんだってことを、忘れるんじゃないよ」という忠告の言葉を思い出したと述べている。松井は玉置と石原に対して「せめてぼくは、ふたりを優しい気持ちで見ていたいと思った」と述べ、「夢のつづき」の歌詞を制作した。
玉置と石原による不倫が報道された後、石原の記者会見における「小学校の時と同じように、無防備な恋をしています」という発言を受け、松井は「碧い瞳のエリス」や「消えない夜」の歌詞を制作、また玉置および石原とともに真夜中の海を訪れた際に、無人の浜辺という環境から「悲しみにさよなら」を制作、さらに北海道のイベントに向かう飛行機内で松井は偶然石原と遭遇し、玉置の話になると真剣な表情になる石原に対して「彼のことはなんでも知っていたいんだね」という感想を持ったほかに、イベント会場に着いた際に玉置と石原が何年も会っていなかった恋人同士のような様子を見せたことから松井は「彼女は何かを知っている」および「ありふれないで」の歌詞を制作した。その後玉置が妻との関係を清算したことを聞き、松井は玉置の女性関係を茶化した歌詞として「こしゃくなTEL.」を制作、さらにその後玉置と石原の関係が悪化したことを受けて「合言葉」の歌詞を制作した。

## リリース、プロモーション、チャート成績
本作は1985年11月24日にLPレコードおよびカセットテープの2形態でリリースされた。12月10日にはCDとしてもリリースされた。本作からは同年6月25日に「悲しみにさよなら」、10月1日に大王製紙「エリス」のコマーシャルソングとして使用された「碧い瞳のエリス」が先行シングルとしてシングルカットされた。またアルバム収録曲の内、「デリカシー」がTBS系テレビドラマ『親にはナイショで…』（1986年）の主題歌として、「ガラスのささやき」がフジテレビ系テレビドラマ『女は男をどう変える』（1986年）のイメージソングとして使用された。
本作に関するテレビ出演として、TBS系音楽番組『ザ・ベストテン』（1978年 - 1989年）において「悲しみにさよなら」が1985年7月18日から10月10日までランクインを続け13週に亘って出演、8月22日から9月26日までの5週間に亘って第1位を獲得した。その後も同番組において「碧い瞳のエリス」が10月17日から12月19日までランクインを続け10週に亘って出演、10月24日から11月21日までの5週間に亘って第1位を獲得した。また、同番組および日本テレビ系音楽番組『ザ・トップテン』（1981年 - 1986年）にて年間1位を獲得したほか、NHK総合音楽番組『第36回NHK紅白歌合戦』（1985年）に「悲しみにさよなら」にて初出場を果たした。その他にフジテレビ系音楽番組『FNS歌謡祭』（1974年 - ）において、史上初であり唯一となる2年連続での最優秀歌唱賞を受賞した。
オリコンアルバムチャートにおいて、本作はLPレコードおよびカセットテープ、CDのすべてで最高位第1位を獲得、登場回数はLPレコードが27回、カセットテープが39回、CDが23回、売り上げ枚数はLPレコードが50.1万枚、カセットテープが35.0万枚、CDは7.8万枚となり、累計では92.9万枚で安全地帯のアルバムでは最高の売り上げ枚数となった。また、同チャートの1986年度年間第1位も獲得している。本作はそれまでシングル中心にヒットを出していた安全地帯が初めてチャート第1位を獲得したアルバムとなった。2022年および2023年に実施されたねとらぼ調査隊による安全地帯のアルバム人気ランキングではともに第2位となった。
1990年7月25日、1992年11月21日、2007年3月7日にはCDのみ再リリースされ、2010年3月3日には完全復活を記念してSHM-CDにて、2013年7月24日にはレコード会社15社合同キャンペーンである「大人の音楽～Age Free Music～キャンペーン第10弾」の「もう一度聴きたいオリジナルアルバム 80年代＆90年代」に選定されて再度SHM-CDとして期間限定生産盤としてリリース、2017年11月22日にはデビュー35周年を記念してLP盤を再現した紙ジャケット、SHM-CDにて再リリースされた。それ以外にも1996年10月2日にはCD-BOX『安全地帯 メモリアル・コレクション』に収録され、2010年6月23日にはCD-BOX『安全地帯BOX 1982-1993』に収録されて再リリースされた。

## 反響

### 批評
| 専門評論家によるレビュー | 専門評論家によるレビュー |
| レビュー・スコア         | レビュー・スコア         |
| 出典                     | 評価                     |
| ------------------------ | ------------------------ |
| CDジャーナル             | 肯定的                   |
| TOWER RECORDS ONLINE     | 肯定的                   |

本作の音楽性や玉置の歌唱力に対しては肯定的な評価が多く挙げられている。音楽情報サイト『CDジャーナル』では、「玉置のヴォーカルと音楽的背景が光っている」と歌唱力と音楽性を高く評価した他、当時バブル期に差し掛かっていた時代背景を踏まえた上で「何とも贅沢で捉えどころのない煌びやかさが蜃気楼のように懐かしい」と本作の雰囲気に関して肯定的に評価している。音楽情報サイト『TOWER RECORDS ONLINE』では、本作が安全地帯の最大のヒット作である事に触れた上で「情感にあふれる名作」と称賛した。

### カバー
シングルカットされた「悲しみにさよなら」および「碧い瞳のエリス」は複数の歌手によってカバーされている。詳細は各項目を参照。また、その他のアルバム収録曲は以下の歌手によってカバーされている。
「夢のつづき」
- ジャッキー・チュン（張學友） -  広東語および北京語の両バージョンがあり、「月半彎」のタイトルでアルバム『情無四歸』（1986年）に収録。
- 趙詠華（中国語版） - 北京語バージョン、「夢的延續」のタイトルでアルバム『最好衹到這裡』（1990年）に収録。

「彼女は何かを知っている」
- 鳯飛飛（英語版） - 北京語バージョン、「自我挑戰」のタイトルでアルバム『鳳回首3』（1992年）に収録。

## 収録曲
- CD付属の歌詞カードに記載されたクレジットを参照[46]。

| #         | タイトル           | 作詞      | 作曲      | 編曲           | 時間  |
| --------- | ------------------ | --------- | --------- | -------------- | ----- |
| 1.        | 「夢のつづき」     | 松井五郎  | 玉置浩二  | 安全地帯、星勝 | 4:34  |
| 2.        | 「デリカシー」     | 松井五郎  | 玉置浩二  | 安全地帯、星勝 | 3:18  |
| 3.        | 「碧い瞳のエリス」 | 松井五郎  | 玉置浩二  | 安全地帯、星勝 | 4:07  |
| 4.        | 「合言葉」         | 松井五郎  | 玉置浩二  | 安全地帯、星勝 | 3:48  |
| 5.        | 「こしゃくなTEL.」 | 松井五郎  | 玉置浩二  | 安全地帯、星勝 | 3:26  |
| 合計時間: | 合計時間:          | 合計時間: | 合計時間: | 合計時間:      | 19:13 |

| #         | タイトル                   | 作詞      | 作曲      | 編曲           | 時間  |
| --------- | -------------------------- | --------- | --------- | -------------- | ----- |
| 6.        | 「消えない夜」             | 松井五郎  | 玉置浩二  | 安全地帯、星勝 | 3:18  |
| 7.        | 「悲しみにさよなら」       | 松井五郎  | 玉置浩二  | 安全地帯、星勝 | 4:27  |
| 8.        | 「彼女は何かを知っている」 | 松井五郎  | 玉置浩二  | 安全地帯、星勝 | 3:29  |
| 9.        | 「ガラスのささやき」       | 松井五郎  | 玉置浩二  | 安全地帯、星勝 | 3:42  |
| 10.       | 「ありふれないで」         | 松井五郎  | 玉置浩二  | 安全地帯、星勝 | 3:36  |
| 合計時間: | 合計時間:                  | 合計時間: | 合計時間: | 合計時間:      | 18:32 |

## スタッフ・クレジット
- CD付属の歌詞カードに記載されたクレジットを参照[46]。

### 安全地帯
- 玉置浩二 – ボーカル
- 矢萩渉 – ギター
- 武沢豊 – ギター
- 六土開正 – ベース
- 田中裕二 – ドラムス

### 録音スタッフ
- 星勝 – プロデューサー、ディレクター
- 金子章平 – プロデューサー、ディレクター
- 多賀英典 – エグゼクティブ・プロデューサー
- 酒井祐司 – アーティスト・マネージャー
- 諸鍛冶辰也 (MIX,CO.) – レコーディング・エンジニア、リミックス・エンジニア
- 長島道秀 (MIX,CO.) – アシスタント・エンジニア

### 美術スタッフ
- 管野秀夫 – 写真撮影
- 酒井マサヒロ – ヘアー&メイクアップ
- 堀越まゆみ – スタイリスト
- 千木幸一 – アート・ディレクション
- 塩見奈々 – デザイナー

### 制作スタッフ
- S.C.I All Guys – スペシャル・サンクス
- 直海さん（ゼネラル通商） – スペシャル・サンクス
- 井上陽水 – スペシャル・サンクス
- 川島裕二 – スペシャル・サンクス
- 伊豆 "Super Foods" 三村 – スペシャル・サンクス
- 八木浩 (IKEBE Planning Room) – スペシャル・サンクス
- 高橋"Ken-chan"健樹 (Sound Space "PHASE") – スペシャル・サンクス
- 長岡功（株・プラサギターラ） – スペシャル・サンクス
- パールドラム – スペシャル・サンクス
- ローランド – スペシャル・サンクス
- 東京都庭園美術館 – 撮影協力

## チャート
| チャート         | リリース年 | 最高順位 | 登場週数 | 売上数   | 規格   | 出典   |
| ---------------- | ---------- | -------- | -------- | -------- | ------ | ------ |
| 日本（オリコン） | 1985年     | 1位      | 27回     | 50.1万枚 | LP     | [ 2 ]  |
| 日本（オリコン） | 1985年     | 1位      | 39回     | 35.0万枚 | CT     |        |
| 日本（オリコン） | 1985年     | 1位      | 23回     | 7.8万枚  | CD     |        |
| 日本（オリコン） | 2017年     | 300位    | 1回      | -        | SHM-CD | [ 47 ] |

## リリース日一覧
| No. | 地域 | リリース日     | レーベル             | 規格         | 規格品番  | 備考                                              | 出典          |
| --- | ---- | -------------- | -------------------- | ------------ | --------- | ------------------------------------------------- | ------------- |
| 1   | 日本 | 1985年11月24日 | Kitty Records        | LP           | 28MS 0090 |                                                   |               |
| 2   | 日本 | 1985年11月24日 | Kitty Records        | CT           | 28CS 0090 |                                                   |               |
| 3   | 日本 | 1985年12月10日 | Kitty Records        | CD           | H33K20017 |                                                   |               |
| 4   | 香港 | 1985年         | ポリドール・レコード | LP           | H33K20017 |                                                   |               |
| 5   | 日本 | 1990年7月25日  | Kitty Records        | CD           | KTCR-1035 |                                                   | [ 48 ]        |
| 6   | 日本 | 1992年11月21日 | Kitty Records        | CD           | KTCR-1206 |                                                   | [ 43 ] [ 49 ] |
| 7   | 日本 | 1996年10月2日  | Kitty Records        | CD           | KTCR-1604 | CD-BOX『安全地帯 メモリアル・コレクション』に収録 | [ 50 ] [ 51 ] |
| 8   | 日本 | 2007年3月7日   | UMJ                  | CD           | UPCY-6331 |                                                   | [ 52 ] [ 53 ] |
| 9   | 日本 | 2010年3月3日   | UMJ                  | SHM-CD       | UPCY-6573 |                                                   | [ 54 ] [ 55 ] |
| 10  | 日本 | 2010年6月23日  | UMJ                  | SHM-CD       | UPCY-9197 | CD-BOX『安全地帯BOX 1982-1993』に収録             | [ 56 ] [ 57 ] |
| 11  | 日本 | 2013年3月1日   | UMJ                  | AAC-LC       | -         | デジタル・ダウンロード                            | [ 58 ]        |
| 12  | 日本 | 2013年3月1日   | UMJ                  | ロスレスFLAC | -         | デジタル・ダウンロード                            | [ 59 ]        |
| 13  | 日本 | 2013年7月24日  | UMJ                  | SHM-CD       | UPCY-9346 | 期間限定生産盤                                    | [ 60 ] [ 61 ] |
| 14  | 日本 | 2017年11月22日 | UMJ                  | SHM-CD       | UPCY-9709 | 紙ジャケット仕様                                  | [ 44 ] [ 45 ] |